# Христо Стоичков
Христо Стоичков Стоичков, популярен още като „Камата“, е световноизвестен български футболист, треньор и почетен консул на България в Испания. Той е признат за най-успешния български футболист в историята, избран в идеалния отбор на България за всички времена, носител на най-престижните футболни награди (Златна топка, Златна обувка), носител на Суперкупата на Европа, Купата на европейските шампиони, Купата на носителите на национални купи, избран в идеалния състав и голмайстор на Световното първенство по футбол 1994 г. в САЩ с отбелязани 6 попадения. Христо Стоичков е трикратен шампион на България с ЦСКА и петкратен шампион на Испания с Барселона, където си извоюва статут на легенда. Избиран е за Футболист № 1 на България 5 пъти (1989, 1990, 1991, 1992, 1994).
По време на своята професионална клубна кариера, за периода 1984 - 2003 г. изиграва общо във всички турнири 598 официални мача и отбелязва 478 гола.
За националния отбор на България, за периода 1987 - 1999 г. изиграва общо 113 мача и отбелязва 88 гола.
От лятото на 2016 г. до 2024 г. е съсобственик на ЦСКА заедно с Гриша Ганчев и Юлиян Инджов.

## Биография

### Детство и младежки години
Роден е на 8 февруари 1966 г. в Пловдив. Първи стъпки в организирания футбол прави в школата на Марица (Пловдив). Дебютът му е в мъжкия отбор на Завод „Юрий Гагарин“, а по-късно играе за УСМ и Хеброс. Неведнъж признава, че в младежките си години е привърженик на Ботев Пловдив, както и че негова детска мечта е да играе с номер 8 в Ботев.
След добрите мачове, които прави за екипа на Хеброс, е привлечен в столичния ЦСКА.

### ЦСКА, „Златна обувка“, дебют за трикольорите
Още в първия си сезон в ЦСКА проличават огромният му талант, но и буйният му нрав. В края на сезона, след батални сцени, разиграли се в мач за купата с „Левски“ през месец май 1985 година, е наказан да не играе завинаги, но по-късно наказанието е намалено на една година. Със завръщането си във футбола става основна фигура в ЦСКА и заедно с Любослав Пенев и Емил Костадинов правят най-силното нападение в България.
На 23 септември 1987 година прави дебют за националния отбор по футбол, в квалификация за ЕП (в София) срещу тима на Белгия.
През сезон 1989/90 печели приза „Златна обувка“ за голмайстор на Европа с 38 гола в първенството. С ЦСКА достига до полуфинал за КНК, където отборът отпада от Барселона.

### Трансфер в Барселона. Европейски клубен шампион
Заради доброто му представяне в мачовете на ЦСКА, ФК Барселона закупува Стоичков за сумата от $4,5 млн.
С екипа на червено-сините прави отлични мачове, като неговите пробиви завършващи с гол, остават завинаги в историята на каталунците и на европейския футбол. Пет пъти става шампион на Испания, 1 път е носител на Купата на Краля, 4 пъти спечелва суперкупата на Испания.
Два пъти е включван в сборния отбор на света: на бенефисния мач в чест на 50-годишния юбилей на Пеле (1990 г.) и срещу Германия под егидата на УНИЦЕФ (8.10.1991 г.), където бележи гол.

### Световни финали 1994, спечелване на „Златната топка“
Заедно с националния отбор на България постига запомняща се победа над отбора на Франция в последния и решаващ мач от квалификациите за световните футболни финали в САЩ 94, игран на 17 ноември 1993 г.
Тази победа дава началото на най-великия момент в историята на българския футбол.
През лятото на 1994 г. националният отбор губи първия си мач от груповата фаза с 0:3 от шампиона на Африка Нигерия, но след това прави запомняща се серия от 4 поредни победи срещу (Гърция 4:0, Аржентина 2:0, Мексико 4:2, световния шампион Германия 2:1), които го довеждат до малкия финал и престижното 4-то място в света и бронзовите медали в турнира. В тези мачове Стоичков отбелязва 6 гола и получава приза за голмайстор на световните финали 94 (заедно с руския футболист Олег Саленко). Отличните му мачове, чудесните му голове и пасове го поставят в идеалната единайсеторка на първенството.
През същата година френското футболно списание „Франс Футбол“ поставя Христо Стоичков на 1-во място в своята годишна класация, печелейки с това най-желаната и престижна футболна награда в света – „Златната топка“. Преди това, през 1992 г., той е на 2-ро място в тази класация.
Носител е на орден „Стара планина“ I степен за успешно представяне на Световното първенство в САЩ (1994 г.).
Скоро след завършване на шампионата на Европа през 1996 г., когато Българският футболен съюз уволнява треньора на отбора Димитър Пенев, Стоичков еднолично протестира срещу тази несправедлива, според него, санкция и цяла година игнорира призивите към него за участие в отбора. Много авторитетни хора в България призовават тогава да се заеме твърда позиция към футболиста, въпреки големите му заслуги, но приемникът на Пенев – Христо Бонев проявява търпимост.
На 8 юни 1997 г. – почти година до началото на световното първенство – Стоичков се връща след едногодишна самоизолация. В мача с Люксембург в Бургас той открива резултата и България побеждава категорично с 4:0.
През 1997 г. в решаващия мач от световните квалификации в София, Стоичков подава на Трифон Иванов за гола като България побеждава Русия с 1:0 и се класира за финалите. В интервю след това той неудачно се пошегува, след което изгубва много руски привърженици на своя талант: „Руснаците са ни освободили от фашистите, а ние тях – от световното първенство“.
Общо на световни футболни финали Стоичков има 10 мача и 6 гола на световните първенства през 1994 в САЩ и през 1998 г. във Франция, на финали за Европейско първенство има 3 мача и 3 гола (ЕП 1996, Англия).

### Трансфер в Парма. Завръщане в Барселона
Постепенно нещата в Барселона се променят. Разногласията с треньора Йохан Кройф се увеличават. 

### Завръщане в ЦСКА. Футболни отличия в Азия
През пролетта на 1998 г. Христо Стоичков се завръща в ЦСКА под наем, където играе само 5 мача и напуска поради неразбирателство с Трифон Иванов и Емил Костадинов.
По време на целия си престой в ЦСКА за периода 1984 - 1990 г. и 1998 г. изиграва общо във всички турнири 172 официални мача и отбелязва 116 гола.
След ЦСКА преминава в Ал-Насър (Саудитска Арабия), където печели Азиатската КНК. След това преминава в японския Кашива Рейсол и печели Купата на Япония.
През 1999 г. след 113 мача и отбелязани 88 гола, се отказва от националния отбор след мача от евроквалификацията България-Англия.

### Завършване на състезателната кариера в САЩ
През 2000 г. Стоичков се връща отново на зеления терен като сключва договор с американския Чикаго Файър. Там играе 3 години (2000 – 2002). С Чикаго печели Купата на САЩ през 2000 г. Тогава на 34 години е избран за Футболист № 3 за годината на България. През 2003 преминава в ДС Юнайтед, където прекратява кариерата си на 38-годишна възраст. За последните 4 години в първенството на САЩ изиграва 72 мача, в които отбелязва 33 гола.

### Работа като треньор
През 2004 г. Стоичков е назначен за старши треньор на националния отбор, но след много скандали се отказва през 2007 г. и става треньор на „Селта“ (Виго), където се задържа 6 месеца. После е канен да поеме националния отбор на Виетнам, както и руския ФК „Ростов“ (Ростов на Дон), но отказва.
През септември 2007 г. печели награда „Златен крак“ и е обявен за най-великия български футболист от организаторите на наградата.
Следващата 2008 година открива детска футболна школа в Етрополе, защото по думите му „не може да забрави колко много е получил той самият във футбола като дете“. В периода 2009 – 2010 г. в ЮАР е треньор на „Мамелъди Съндаунс“, като извежда отбора до 2-ро място в шампионата.
През 2011 г. е съветник на президента на руския ФК „Ростов“. През 2012 година е назначен за старши треньор на ПФК „Литекс“ (Ловеч), а през юни – юли 2013 г. – на ПФК ЦСКА (София).

### Скандални изказвания
През лятото на 2007 Христо Стоичков дава интервю за сп. „Макс“, което става повод за негодувание сред футболната общественост. В него той прави някои скандални изказвания:
| „ | Всичко това е инсинуация на нашите прости журналисти. Проста, проста тъпотия. За това, когато ги набият, и така се изкефвам... направо ми става кеф. Имат синдикат на журналистите и се защитават. От кое? От гаргите. Само тормоз за такива боклуци. Тормоз. | “ |

| „ | И някакъв, където беше писал за Димитър Пенев... Е, какъв е Димитър Пенев – един от всичките треньори. Това е Димитър Пенев. Един от многото, които съм имал. С тази разлика, че покрай нас стана треньор. | “ |

През май 2013 г. като треньор на Литекс след загубата с 1:2 от Локомотив (София) в Ловеч Христо Стоичков обвинява главния рефер Георги Йорданов за поражението, а в същото време напада и президента на БФС Борислав Михайлов, като дава интервю, в което заявява:
| „ | Естествено е, че съм нервен, защото не може един, който иска да е някакъв, фактор в българския футбол, се видя, че е най-големия боклук. Най-големия боклук се показва не за един път, за два пъти. Не може да се подиграва с труда. Независимо, че сме загубили, но не може да се подиграва 90 минути с труда – да си вдига картони където си иска, квото си иска, чиста дузпа не дава... Ами как да го направя аз? Как да влеза при тия деца? Кво да направя при тия деца? Да се подиграва с труда на тия деца всеки ден дето ги тренирам?! И утре да ме сочат, че съм дал мача на „Локомотив“?! Т'ва ли трябва да пишат утре? С тия мръсняци! Да, оня, където оня с перуката, същата работа... където на футболния съюз, и той същия боклук. Е, то бива, бива толкова простотия, па не чак толкова! Чак толкова не бива! Видяхме ги за кво става въпрос, цяла година ги траех! Вие виждате – кой става шампиони, как стават шампиони. Оня другия ляга, им дават мачовете... Аз не искам мойте деца да ги сочат с пръст утре, бе! Мен няма да ме сочат с пръст, че съм загубил един мач, от где на къде, че сме направили, вкарали са гол, о`кей, това е футболът, но няма да се подиграват. Но няма да се подиграват! - Вие търсили ли сте някаква среща с Боби?... - Каква среща да съм търсил с тоя бе? Със тоя, не му споменавай името ве! Майни тая работа ве, ще го търся! - Е, това ако така продължава, какво правите? - Ами, до там, докато някъде го хвана и го пребия, е т`ва е! Т`ва ше стане... То не може бе, това е подигравка навсякъде, бе! Ако се мисли, че е много голям... президент, че е единствения в историята на българския футбол, който няма да иде на световно първенство да гледа неговия отбор, а ще ходи само на екскурзии!... | “ |

През октомври 2013 г. Стоичков е обвинен, че е спечелил търг и е получил 150 000 тона дървесина, използвайки покровителство.

### Състезателна кариера
Кариерата на Христо Стоичков като футболист
- Марица (Пловдив) 1981/пролет; 1 мач, 0 гола
- Завод „Юрий Гагарин“ (Пловдив) 1981/82; 16 мача, 3 гола
- Хеброс (Харманли) 1982/83; 11 мача, 4 гола
- Хеброс (Харманли) 1983/84; 21 мача, 10 гола
- ЦСКА (София) 1984/85; 11 мача, 1 гол
- ЦСКА (София) 1985/86; наказан
- УСМ (Пловдив) 1986/пролет; 1 мач, 0 гола
- ЦСКА (София) 1986/87; 25 мача, 6 гола
- ЦСКА (София) 1987/88; 27 мача, 14 гола
- ЦСКА (София) 1988/89; 26 мача, 23 гола
- ЦСКА (София) 1989/90; 30 мача, 38 гола
- Барселона (Барселона, Испания) 1990/91; 24 мача, 14 гола
- Барселона (Барселона, Испания) 1991/92; 32 мача, 17 гола
- Барселона (Барселона, Испания) 1992/93; 34 мача, 20 гола
- Барселона (Барселона, Испания) 1993/94; 34 мача, 16 гола
- Барселона (Барселона, Испания) 1994/95; 27 мача, 9 гола
- Парма (Италия) 1995/96; 23 мача, 5 гола
- Барселона (Барселона, Испания) 1996/97, 22 мача, 7 гола
- Барселона (Барселона, Испания) 1997/98, 4 мача, 0 гола
- ЦСКА (София) 1998/пролет; 4 мача, 1 гол
- Ал Насър (Саудитска Арабия) 1998/пролет; 2 мача, 1 гол (за Купата на Азия)
- Кашива Рейсол (Япония) 1998/99; 28 мача, 13 гола (12/5, 16/8)
- Чикаго Файър (Чикаго, САЩ) 2000; 18 мача, 12 гола
- Чикаго Файър (Чикаго, САЩ) 2001; 17 мача, 10 гола
- Чикаго Файър (Чикаго, САЩ) 2002; 16 мача, 6 гола
- Ди Си Юнайтед (Вашингтон, САЩ) 2003; 21 мача 5 гола
- За Купата на България има 27 мача и 10 гола.
- За КЕШ има 34 мача (27 за Барселона и 7 за ЦСКА) и 17 гола (14 за Барселона и 3 за ЦСКА).
- За КНК има 30 мача (17 за Барселона, 8 за ЦСКА и 5 за Парма) и 16 гола (7 за Барселона, 7 за ЦСКА и 2 за Парма).
- За УЕФА има 2 мача за ЦСКА.
- За Суперкупата на Европа има 2 мача и 1 гол за Барселона.
- За Междуконтиненталната купа има 1 мач и 1 гол за Барселона.
- За Купата на Испания има 23 мача и 6 гола.
- За Суперкупата на Испания има 10 мача и 6 гола.
- За Купата на Италия има 1 мач.
- За Суперкупата на Италия има 1 мач.

Общо 606 мача и 292 гола във всички турнири.

### Успехи

#### Национален отбор
- Бронзови медали – Четвърто място на Световно първенство по футбол 1994.

#### ЦСКА
- Шампионска титла на България – (3): 1986/87, 1988/89 и 1989/90.
- Купа на България – (4): 1985, 1987, 1988 и 1989.
- Суперкупа на България – (1): 1989.
- Голмайстор на България
  - 1989 г. – 23 гола
  - 1990 г. – 38 гола
- КНК
  - 1989 г. – Полуфинал
  - 1989 г. – Голмайстор със 7 гола
- 1990 г. – „Златна обувка“ на „Франс футбол“ – 38 гола

#### ФК Барселона
- Титла на Испания – (5): 1990/91, 1991/92, 1992/93, 1993/94 и 1997/98.
- КЕШ – (1): 1992.
- Суперкупа на Европа – (1): 1992.
- Суперкупа на Испания – (4): 1991, 1992, 1994 и 1996.
- Купа на Краля – (1): 1997.
- КНК – (1): 1997.

#### Парма
- Суперкупа на Италия – финалист 1996.

#### Ал Насър
- КНК на Азия – (1): 1998.

#### Кашива Рейсол
- Купа на Япония – (1): 1999.

#### Чикаго Файър
- Купа на САЩ – (1): 2000.

### Индивидуални награди и отличия
- 1988, 1989 г. – Голмайстор на България
- 1989, 1990, 1991, 1992, 1994 г. – Футболист № 1 на България
- 1989 г. – Голмайстор в турнира за КНК
- 1990 г. – „Златна обувка“ (Голмайстор на Европа)
- 1992 г. – „Сребърна топка“ на „Франс футбол“
- 1992 г. – „Златен онз“ на „Онз Мондиал“
- 1992 г. – Спортист № 3 на годината на България
- 1994 г. – „Златна топка“ на „Франс футбол“
- 1994 г. – Голмайстор на Световното първенство в САЩ '94 с шест гола
- 1994 г. – „Сребърен онз“ на „Онз Мондиал“
- 1994 г. – „Бронзова топка“ за играч № 3 от СП САЩ'94
- 1994 г. – Спортист номер 1 на Балканите
- 1994 г. – Спортист № 1 на годината на България
- 1994 г. – Орден „Стара планина“ I степен
- 1999 г. – Футболист № 2 в класацията за Най-добър футболист на България за 20 век на в. „Нощен труд“
- 2004 г. – ФИФА 100 – официално обявен в списъка на 125-те „най-велики живи футболисти“ в света
- 2007 г. – „Златен крак“ и Най-велик футболист на България

## Треньорска кариера
- На 15 юли 2004 г. Христо Стоичков е назначен за национален селекционер на България.
- На 17 ноември 2004 г. България завърши 0:0 с Азербайджан в контрола, играна в Баку.
- На 29 ноември 2004 г. България завърши 1:1 с Египет в контрола, играна в Кайро.
- На 28 декември 2004 г. България победи с 2:1 сборен отбор на испанската област Валенсия в контрола, играна на стадион „Местая“.
- На 9 февруари 2005 г. националите завършиха 0:0 със Сърбия и Черна гора в контрола, играна в София.
- На 27 март 2005 г. България загуби с 0:3 от Швеция в София, а на 1 април завърши 1:1 с Унгария в Будапеща, като Петер Райш изравни в 90-ата минута.
- На 4 юни 2005 г. България загуби с 1:3 от Хърватия в София, с което окончателно загуби всякакъв шанс за класиране на Световното първенство в Германия през 2006 г.
- На 7 октомври 2006 г. България завърши наравно 1:1 с Холандия в квалификация за ЕП през 2008 г. в Австрия и Швейцария, играна в София.
- На 11 октомври 2006 г. България победи с 1:0 Люксембург като гост в квалификация за ЕП.
- На 28 март 2007 г. България завърши наравно при резултат 0:0 с Албания като домакин в квалификация за ЕП.
- На 11 април 2007 г. Стоичков подаде оставка като треньор на националния отбор и пое поста на старши треньор на отбора на клуб Селта Виго, Испания.
- През октомври 2007 е уволнен от Селта, след като първо не успява да задържи отбора в първа дивизия, а новият сезон започва с 3 победи, 3 загуби и един равен.[6]
- От 2009 до 2010 г. работи като треньор на Мамелъди Съндаунс (Южноафриканска република).
- На 5 януари 2012 година Христо Стоичков е назначен за старши треньор на ПФК Литекс (Ловеч).
- От 5 юни 2013 до юли 2013 година Христо Стоичков е старши треньор на ПФК ЦСКА (София).[7]

## Откровения
В началото на 2010 г. Стоичков признава за една своя несбъдната мечта – да играе за Ботев Пловдив. Малко известен факт е, че през септември 1984 г., преди да влезе в казармата, той тренира за около 2 седмици с първия отбор на „Ботев“, но не е харесан от тогавашния директор на клуба Виден Апостолов и така заминава в спортната школа на ЦСКА.

## Личен живот. Благотворителност
Христо Стоичков е женен и се радва на добро семейство. Със съпругата си Мариана имат две дъщери. Въпреки световната му слава, за него семейството е най-важното. Макар и често да отсъства от къщи, неговата дума все още тежи на мястото си. В интервю по Ринг ТВ той добавя: „Със съпругата ми и децата ми, в най-хубавите и най-тежките моменти сме били заедно.“
През 2001 г. Стоичков е осиновил момче от много бедно перуанско семейство. Поел е грижите за момчето благодарение на испанска агенция, която работи и с други футболисти на „Барселона“. Тази информация е потвърдена от Камата. За него не е толкова важно колко пари дава на момчето, а то да бъде истински обичано и отгледано в нормални условия. Преди време съвсем случайно разбира за агенцията и вижда, че много бивши играчи на „Барселона“ помагат на деца в нужда. Стоичков вижда бедното момче, става му много тъжно от това в какви условия живее и не се поколебава нито да му помогне. Тогава го осиновява и му помага финансово.
Момчето живее в Перу заедно със семейството си. Всичките разходи се поемат от Христо Стоичков. Често се чува с родителите му чрез агенцията и винаги помага, с каквото може, когато има нужда.
На 28 септември 2016 г. голямата му дъщеря ражда първата му внучка.

## Противоречия
През ноември 2011 г. Стоичков получава почетното звание „доктор хонорис кауза“ на Пловдивския университет „Паисий Хилендарски“. Мотивите на университета са, че „Стоичков е най-успелият български футболист и един от най-известните българи в света“, както и че „подкрепата му е високо ценена и винаги търсена при организацията и реализацията на обществени или държавни актове“.
Няколко дни по-късно, като реакция на това решение, социологът доцент д-р Цветозар Томов от катедра „Критическа и приложна социология“ обявява публично, че напуска Пловдивския университет. В откритото си писмо до ректора на университета Томов пише: „Известно ми е, че присъждането на най-високото академично звание на хора, доказали се преди всичко с умението си да ритат топка, се превърна в традиция за този университет. [...] Случаят с г-н Стоичков обаче е връх на тази срамна традиция предвид факта, че става дума за впечатляващо неук и необразован човек“. Според Томов случаят унижава не само ректора и членовете на академичния съвет на Пловдивския университет, които са пряко отговорни за това решение, но и всички преподаватели и студенти и завършва с думите, че „колениченето на академичните среди пред силните на деня е публичен проблем“. Писмото среща бърза реакция сред потребителите на социалната мрежа Facebook, където е първоначално публикувано.
По този повод бившият министър на културата Вежди Рашидов заявява: „На Христо Стоичков трябва да стане академик, а не доктор хонорис кауза. Той има златен крак и заслужава титлата от Пловдивския университет.“

## Бенефис за 50-годишен юбилей
На 20 май 2016 г. на стадион „Васил Левски“ в София се провежда голямо тържество „50 години номер 8“ с бенефисен мач по случай 50-годишния юбилей на Христо Стоичков на 8 февруари. Избран е 20 май, защото на тази дата той става Европейски клубен шампион с Барселона през 1992 г. Шоуто се финансира от крупния арменски бизнесмен Артур Согомонян, като се обявява, че всички приходи ще бъдат дарени за деца в нужда.
Часове преди бенефиса Христо Стоичков е удостоен от президента Росен Плевнелиев с Почетния знак на държавния глава „за изключителния му принос към България и развитието на българския спорт, за особени заслуги към европейския и световния футбол, за социална ангажираност и подкрепа на обществено значими каузи“. На стадиона идват 40000 зрители от цяла България. Присъстват президентите Росен Плевнелиев, Георги Първанов и Петър Стоянов. Излива се проливен дъжд, но шоуто се провежда по програма без прекъсване. Открива се от народен оркестър „100 каба гайди“. 88 гайдари от Родопите излизат на терена и по време на изпълнението си се събират в центъра му. Заедно с тях Нина Николина изпълнява песента „Излел е Дельо хайдутин“.
Мачът е между отбора на Стоичков и отбора на звездите от цял свят. В тима на Стоичков играят бивши негови колеги от националния отбор и Барселона – Петър Хубчев, Красимир Балъков, Емил Костадинов, Наско Сираков, Йордан Лечков, Димитър Бербатов, Мартин Петров, Хулио Салинас, Мигел Надал, Йон Андони Гойкоечеа, Серхи и др. Треньори – Христо Бонев, Димитър Пенев и първият треньор на Христо Стоичков – Огнян Атанасов. Отборът на звездите се ръководи от Хосе Мария Бакеро и американеца Боб Брадли – треньор на Стоичков в Чикаго Файър. В него участват Хосе Луис Чилаверт, Хорхе Кампос, Паоло Малдини, Иван Саморано, Карлос Валдерама, Георге Хаджи, Кристиян Карембьо, Хосе Алесанко, Джика Попеску, Михаел Лаудруп, Деметрио Албертини, Даниеле Масаро, Жан-Пиер Папен и др. Главен съдия на мача е Атанас Узунов – кум на Стоичков.[източник? (Поискан днес)]
Има няколко емоционални момента, два от тях са посветени на паметта на близките му приятели, починали през 2016 година. В 14-а минута е почетен треньорът му в Барселона Йохан Кройф, играл с № 14 като футболист, а в 3-тата минута – съотборникът му Трифон Иванов. С оперно музикално изпълнение е поздравена съпругата му Марияна, а след това и дъщерите им Христина и Михаела.
Тимът на Стоичков побеждава Тима на звездите с 4:1. Още в 10-а минута Красимир Балъков стреля от около 20 метра и изненадващо за вратаря Хорхе Кампос открива резултата за отбора на Стоичков. В началото на второто полувреме Стоичков центрира и Димитър Бербатов с глава вкарва втори гол. В 53-тата минута Мартин Петров покачва на 3:0 за тима на Христо Стоичков. Почетният гол за Тима на звездите вкарва от французинът Людовик Жули в 62-рата минута на спектакъла. Четвъртия гол вкарва Стоичков от дузпа в края на мача.
Шоуто завършва с грандиозна заря.